# Right Cross
Right Cross (bra: Por um Amor) é um filme norte-americano de 1950, do gênero drama, lançado pela MGM, dirigido por John Sturges,  escrito por Charles Schnee e estrelado por June Allyson, Ricardo Montalban, Dick Powell, Lionel Barrymore, e Marilyn Monroe (em um papel pequeno não creditado).

## Enredo
Sean O'Malley (Lionel Barrymore), um cadeirante promotor de lutas que já foi conhecido como o melhor em seu ramo, perdeu seu status profissional e agora está sofrendo de problemas de saúde. Pat (June Allyson), filha de Sean, assumiu muitas das responsabilidades de seu pai, e está romanticamente envolvida com o melhor lutador de Sean, Johnny Monterez (Ricardo Montalban). 
Embora Sean esperava que Johnny ajudaria a reavivar sua decadente carreira, ele não gosta do fato de que Johnny tem vergonha de sua herança mexicana. Quando Sean diz a Pat que o promotor Allan Goff (Barry Kelley) está tentando roubar Johnny dele, Pat decide visitar Johnny em seu local de treinamento. Pat chega a tempo de ver Johnny lutar uma luta-treino, mas a luta termina abruptamente quando o lutador Marty Lynn fere a mão de Johnny.
Enquanto a mão de Johnny está sendo examinada no hospital, Pat procura por seu amigo, Rick Gavery (Dick Powell), um repórter esportivo alcoólatra que tem seguido a carreira de Johnny. Pat, por fim, encontra Rick na cadeia, onde ela já o havia encontrado em muitas ocasiões anteriores. Quando o médico de Johnny, Dr. George Esmond, diz a ele que sua mão está agora vulnerável a lesões permanentes, Johnny pede ao médico para manter sua condição em segredo. Depois de contar a Pat e a alguns repórteres que sua mão está apenas com hematomas, Johnny retorna ao seu local de treinamento.
Pouco tempo depois, Johnny recebe a notícia de que seu primo encrenqueiro, Luis, está na cadeia de novo e precisa de duzentos de dólares para a fiança. A notícia lembra Johnny que Luis, que também é um imigrante mexicano, não teve as mesmas oportunidades que ele teve para sair da pobreza. Acreditando que sua lesão na mão pode por um fim na sua carreira no boxe a qualquer momento, Johnny decide assinar um contrato lucrativo com Goff, que prometeu fornecer-lhe um rendimento garantido proveniente de vendas promocionais após sua aposentadoria.
Johnny leva Rick para visitar sua mãe (Mimi Aguglia), mas logo depois que eles chegam, Johnny diz a sua irmã Marina que ela deve parar de sair com seu namorado, Bob, porque ele é um "gringo". Johnny também diz a Marina que Bob está interessado nela apenas porque ela é irmã de um lutador famoso. Quando Rick acusa Johnny de ter preconceito contra os brancos, Johnny o manda embora com um insulto.
Mais tarde, Pat, à espera de uma proposta de casamento de Johnny, se decepciona quando Johnny diz a ela que ele decidiu assinar com Goff. Sean morre pouco tempo depois, e Pat acusa Johnny de matar seu pai com seu ato de traição. Percebendo que ele quase perdeu o amor de Pat e a amizade de Rick como resultado de suas ações, Johnny decide abandonar o boxe para sempre propositadamente perdendo a luta seguinte valendo o título contra Al Heldon. Embora perca a luta, Johnny não causa danos permanentes à sua mão até que ele dá um soco em Rick por ser honesto com ele. Com a ajuda de Rick, Pat e Johnny se reconciliam e ficam ansiosos por um futuro feliz juntos.

## Elenco
- June Allyson como Pat O'Malley
- Dick Powell como Rick Garvey
- Ricardo Montalban	como Johnny Monterez
- Lionel Barrymore como Sean O'Malley
- Teresa Celli como Marina Monterez
- Barry Kelley como Allan Goff
- Tom Powers	como Tom Balford
- Mimi Aguglia como Mom Monterez
- Marianne Stewart como Audrey
- John Gallaudet como Phil Tripp
- Wally Maher como Primeiro Repórter
- Larry Keating como Segundo Repórter
- Kenneth Tobey como Ken, o Terceiro Repórter
- Bert Davidson como Quarto Repórter
- Marilyn Monroe como Dusky Ledoux (não creditada)

## Música
A dramática trilha sonora do filme foi composta por David Raksin e foi conduzida por Raksin e Johnny Green. Sua trilha consistia apenas de música para os créditos iniciais e finais, e uma curta canção no meio do filme.
A música de Raksin foi lançada em CD em 2009, pela Film Score Monthly.[carece de fontes?]

## Recepção

### Bilheteria
De acordo com registros da MGM, o orçamento do filme custou US $873,000 e arrecadou US$ 955 000 nos EUA e Canadá e US$ 347 000 em outros lugares, totalizando assim US$ 1 302 000 e lucrando 447 mil dólares para o estúdio.[carece de fontes?]

### Crítica
Em sua crítica no Dennis Schwartz Movie Reviews, Dennis Schwartz avaliou com um "B-" chamando de "um melodrama de boxe maçante".